# 1075
| 1075               |
| ------------------ |
| Dødsfald - Fødsler |
|                    |

| Gregoriansk kalender | 1075 MLXXV              |
| Ab urbe condita      | 1828                    |
| Armensk kalender     | 524 ԹՎ ՇԻԴ              |
| Kinesiske kalender   | 3771 – 3772 甲寅 – 乙卯 |
| Etiopisk kalender    | 1067 – 1068             |
| Jødisk kalender      | 4835 – 4836             |
| Hindukalendere       |                         |
| - Vikram Samvat      | 1130 – 1131             |
| - Shaka Samvat       | 997 – 998               |
| - Kali Yuga          | 4176 – 4177             |
| Iransk kalender      | 453 – 454               |
| Islamisk kalender    | 467 – 468               |

Konge i Danmark: Svend Estridsen 1047-1076
Se også 1075 (tal)

## Dødsfald
- 5. september - Anna af Kiev, Frankrigs dronning og regent.
- 19. december - Edith af Wessex, engelsk dronning